# Maigret et le Fantôme
Maigret et le Fantôme est un roman policier de Georges Simenon publié en 1964. Il fait partie de la série des Maigret.
L'écriture de ce roman s'est déroulée du  17 au 23 juin 1963. Il est daté de Noland, pays imaginaire ; en réalité écrit dans le château d'Échandens (canton de Vaud), Suisse.

## Résumé
Le titre se justifie par le fait que, derrière les rideaux d'un atelier de peinture, on y apercevait une silhouette vêtue de blanc s'y déplacer dans une demi-obscurité.
Au lendemain d'un interrogatoire épuisant, Maigret est réveillé par la visite d'un de ses inspecteurs, qui lui annonce la tentative d'assassinat dont a été victime l'inspecteur Lognon, dit le Malgracieux.
Maigret apprend que, depuis deux semaines, Lognon passait ses nuits chez une jeune esthéticienne, Marinette Augier. Or, celle-ci a disparu. Grâce à un vieillard misanthrope et curieux, voisin de l'esthéticienne, Maigret est informé des agissements bizarres des Jonker, un couple dont l'hôtel particulier est situé en face de l'appartement de Marinette Augier. Norris et Mirella Jonker deviennent, pour Maigret, les suspects principaux. Une visite chez eux se révèle fructueuse et lance le commissaire sur une piste intéressante qui va le conduire dans le monde de la peinture et des faussaires.
Par des renseignements pris par téléphone chez des inspecteurs de Londres et de Nice, qu'il a connus au cours de précédentes enquêtes, Maigret apprend que le nom de Mirella Jonker n'est autre qu'une certaine Marcelle Mailland, dont l'amant, Stanley Hobson, est un escroc notoire. Un témoin de dernière minute signale à Maigret l'enlèvement raté d'un homme, transporté par deux inconnus, de l'hôtel particulier des Jonker à une Jaguar jaune stationnée devant.
Ayant mis rapidement la main sur le propriétaire de la voiture, Ed Gollan, un expert en tableaux, grâce à son immatriculation particulière en TT (Transit temporaire), Maigret découvre peu à peu le fil qui relie entre eux les divers éléments du drame. Il confond rapidement Jonker, qui avoue avoir contraint à peindre de faux tableaux de maître par Frederico Palestri, un artiste déséquilibré, mais génial, hébergé, voire séquestré. Ceci sous la contrainte de l'expert, devenu maître chanteur après qu'il eut découvert qu'un tableau vendu par Jonker était un faux Van Gogh, alors que le scrupuleux et honnête collectionneur hollandais était certain de son authenticité.
Alertés par la surveillance peu discrète de l'inspecteur Lognon, qui venait le soir se poster dans l'immeuble d'en face, derrière la fenêtre de Marinette Augier, Gollan et Hobson ont essayé d'enlever le peintre de l'hôtel particulier, et, après l'avoir assommé, de le transporter dans la Jaguar jaune stationnée devant. Lognon ayant suivi la scène de son poste d'observation accourut et Hobson n'hésita pas à tirer sur lui, le laissant pour mort. Maigret retrouve le peintre dans l'hôtel particulier, mais il arrive trop tard : celui-ci s'est pendu dans la salle de bains où il était séquestré. Sur ces entrefaites, Marinette, qui a fui par crainte des assassins, est retrouvée et explique les agissements mal interprétés de Lognon. Ce dernier guérira et retrouvera son épouse acariâtre, avec laquelle il partira en cure de repos.

## Aspects particuliers du roman
La succession précipitée des événements permet à l’intrigue, compliquée à première vue, de se dénouer rapidement.

## Fiche signalétique de l'ouvrage

### Cadre spatio-temporel

#### Espace
Paris (avenue Junot).

#### Temps
Époque contemporaine ; l’enquête dure un jour et se déroule mi-novembre.

### Les personnages

#### Personnage principal
Norris Jonker, Hollandais. Riche collectionneur de tableaux. Marié, pas d’enfants. 64 ans

#### Autres personnages
- Charles Lognon, dit le Malgracieux, inspecteur de la brigade du XVIIIe arrondissement, âge mûr.
- Marinette Augier, esthéticienne, 25 ans.
- Mirella Jonker, de son nom de jeune fille Marcelle Mailland, épouse de Norris, divorcée d’un industriel anglais, Herbert Muir ; a été la maîtresse, à 18 ans, d’un voleur de bijoux, Stanley Hobson ; 34 ans.
- Frederico Palestri, peintre déséquilibré mais faussaire de génie, 22 ou 23 ans.
- Ed Gollan, Américain, critique d’art et expert en tableaux, escroc à l’occasion, 38 ans.

## Éditions
- Prépublication en feuilleton dans le quotidien Le Figaro, no 6131-6153 du 18 mai au 12 juin 1964
- Édition originale : Presses de la Cité, 1964
- Tout Simenon, tome 12, Omnibus, 2003  (ISBN 978-2-258-06053-1)
- Livre de Poche, no 31727, 2004  (ISBN 978-2-253-13386-5)
- Tout Maigret, tome 8, Omnibus, 2019  (ISBN 978-2-258-15049-2)

## Adaptations
- Sous le titre Maigret en het spook, téléfilm néerlandais avec Jan Teulings, diffusé en 1969.
- Maigret et le Fantôme (téléfilm, 1971), téléfilm français de René Lucot, avec Jean Richard, diffusé en 1971.
- Sous le titre Keishi to yūrei, téléfilm japonais de Fujita Meiji, avec Kinya Aikawa (Commissaire Maigret), diffusé en 1978.
- Maigret et le Fantôme, téléfilm français de Hannu Kahakorpi, avec Bruno Cremer, diffusé en 1994.

## Source
- Maurice Piron, Michel Lemoine, L'Univers de Simenon, guide des romans et nouvelles (1931-1972) de Georges Simenon, Presses de la Cité, 1983, p. 378-379  (ISBN 978-2-258-01152-6)